# Плахотник Сергій Петрович
Сергі́й Пе́трович Плахотник — полковник Збройних сил України, учасник російсько-української війни.

## З життєпису
Проживає в місті Кривий Ріг. В лавах РА — десантник, брав участь у афганській війні, нагороджений орденом Червоної Зірки. Працював в Жовтневому райвиконкомі. 
В часі війни — доброволець, станом на жовтень 2015-го — командир 20-го мотопіхотного батальйону. Брав участь у боях за Мар'їнку.

## Нагороди
За особисту мужність, сумлінне та бездоганне служіння Українському народові, зразкове виконання військового обов'язку відзначений — нагороджений
- 15 вересня 2015 року — орденом Богдана Хмельницького III ступеня.